# 청소년소통프로젝트 경청
경청은 대한민국 라디오 채널인 EBS FM에서 매주 월요일부터 토요일 밤 10시부터 밤 12시까지 방송되고 있는 라디오 프로그램이다.

## 역사
프로그램 초반엔 피아니스트 윤한이 진행을 맡아 경청, 이야기와 음악이 있는 밤이라는 컨셉으로 시작했으나, 래퍼인 키썸이 DJ로 발탁된 이후 청소년소통프로젝트 경청으로 컨셉을 바뀌었다. 

## 역대 DJ
- 1대 : 윤한 (2014.2.24 ~ 2014.8.22)
- 2대 : 키썸 (2016.9.4 ~ 2017.8.27)
- 3대 : 청하 (2017.9.3 ~ 2019.9.1)
- 4대 : 정세운 (2019.9.8 ~ 2020.10.25)
- 5대 : 투모로우바이투게더 (태현, 휴닝카이) (2021.1.10 ~ 2021.5.2)
- 6대 : 더보이즈 (주연, 뉴) (2021.5.23 ~ 2021.8.8)
- 7대 : 김재환 (2021.9.5 ~ 2022.1.30)
- 8대 : 엔하이픈 (정원, 선우) (2022.2.20 ~ 2022.6.26)
- 9대 : AB6IX (전웅, 김동현) (2022.7.17 ~ 2023.7.16)
- 10대 : 원어스 (환웅, 시온) (2023.11.19 ~ 2025.2.23)
- 11대 : 월,화 : 원어스 (환웅, 시온), 수,목 : Kep1er (김채현, 서영은), 금,토 : 더보이즈 (제이콥, 케빈) (2025.2.24 ~ )

## 같이 보기
- EBS
- EBS FM

| EBS FM                    |                         |                  |
| 이전                      | 청소년소통프로젝트 경청 | 다음             |
| 윤고은의 EBS 북 카페 (재) | 청소년소통프로젝트 경청 | 심야 라디오 극장 |
| 오후 8시 ~ 저녁 10시      | 밤 10시 ~ 밤 12시       | 밤 12시 ~ 밤 2시 |
|                           |                         |                  |